# Крогулецька сільська рада
Крогуле́цька сільська́ ра́да — адміністративно-територіальна одиниця та орган місцевого самоврядування в Гусятинському районі Тернопільської області. Адміністративний центр — село Крогулець.

## Загальні відомості
- Територія ради: 16,285 км²
- Населення ради: 869 осіб (станом на 2001 рік)
- Територією ради протікає річка Нічлава

## Історія
с. Крогулець.

## Населені пункти
Сільській раді були підпорядковані населені пункти:
- с. Крогулець

## Склад ради
Рада складалася з 12 депутатів та голови.
- Голова ради: Ангелюк Василь Богданович
- Секретар ради: Шванк Галина Олександрівна

### Керівний склад попередніх скликань
| Прізвище, ім'я, по батькові | Основні відомості                                                               | Дата обрання | Дата звільнення |
| --------------------------- | ------------------------------------------------------------------------------- | ------------ | --------------- |
| Калимін Михайло Степанович  | Сільський голова, 1950 року народження, член Партії «Реформи і порядок»         | 26.03.2006   | 31.10.2010      |
| Ангелюк Василь Богданович   | Сільський голова, 1973 року народження, освіта середня спеціальна, безпартійний | 31.10.2010   |                 |

Примітка: таблиця складена за даними сайту Верховної Ради України

### Депутати
За результатами місцевих виборів 2010 року депутатами ради стали:

#### За суб'єктами висування
| Суб'єкт висування | Кількість обраних депутатів | %    |
| ----------------- | --------------------------- | ---- |
| Самовисування     | 11                          | 91,7 |
| Партія регіонів   | 1                           | 8,3  |

#### За округами
| № округу        | Прізвище, ім'я, по батькові  | Дата визнання обраним | Освіта  | Партійна приналежність | Відомості про обраного депутата                          |
| --------------- | ---------------------------- | --------------------- | ------- | ---------------------- | -------------------------------------------------------- |
| Партія регіонів |                              |                       |         |                        |                                                          |
| 6               | Гандзола Богданна Богданівна | 04.11.2010            | вища    | позапартійна           | загальноосвітня школа І-ІІ ст. с. Крогулець, вчитель     |
| Самовисування   |                              |                       |         |                        |                                                          |
| 1               | Прунько Зоряна Броніславівна | 04.11.2010            | вища    | позапартійна           | Крогулецький фельдшерсько-акушерський пункт, завідувачка |
| 2               | Кіналь Василь Ізидорович     | 04.11.2010            | середня | позапартійний          | загальноосвітня школа І-ІІ ст. с. Крогулець, кочегар     |
| 3               | Мимрик Іван Васильович       | 04.11.2010            | вища    | позапартійний          | загальноосвітня школа І-ІІ ст. с. Крогулець, вчитель     |
| 4               | Солонинка Ігор Михайлович    | 04.11.2010            | вища    | позапартійний          | ТОВ «Обріз Сервіс», зав складу                           |
| 5               | Слободян Володимир Ігорович  | 04.11.2010            | середня | позапартійний          | СФНВГ"Мрія", водій                                       |
| 7               | Рога Василь Васильович       | 04.11.2010            | середня | позапартійний          | СФНВГ"Мрія", водій                                       |
| 8               | Сверлик Марія Романівна      | 04.11.2010            | вища    | позапартійна           | Дитсадок, завідувачка                                    |
| 9               | Савка Василь Зіновійович     | 04.11.2010            | вища    | позапартійний          | тимчасово не працює                                      |
| 10              | Савка Василь Степанович      | 04.11.2010            | середня | позапартійний          | підприємець                                              |
| 11              | Гродецький Богдан Омелянович | 04.11.2010            | вища    | позапартійний          | Залізнична станція м Копичинці, оглядач вагонів          |
| 12              | Шванк Галина Олександрівна   | 04.11.2010            | вища    | позапартійна           | Сільська рада, секретар                                  |